# Acalypha macrostachya
Acalypha macrostachya là một loài thực vật có hoa trong họ Đại kích. Loài này được Jacq. mô tả khoa học đầu tiên năm 1797.